# Zack Ward
Zack Ward (Toronto, 31 agosto 1970) è un attore canadese.

## Carriera
Zack Ward nasce a Toronto nel 1970 da Pam Hyatt, secondogenito dopo Carson Foster.
Debutta nel mondo dello spettacolo nel 1983 (solo tredicenne) interpretando il bullo Scut Farkus in Una storia di natale. 
Riceve buone critiche per la recitazione nel film per la TV Anna dai capelli rossi, che in seguito riceverà vari sequel che però non otterranno lo stesso successo.
È noto per la sua interpretazione nella sit-com Titus; ha anche fatto piccole parti in serie televisive di successo quali CSI - Scena del crimine, NCIS - Unità anticrimine e Crossing Jordan.
Dagli anni 2000 è notabile la sua presenza in ruoli secondari o marginali in film come Transformers, Resident Evil: Apocalypse e Freddy vs. Jason.
Ha collaborato col regista tedesco Uwe Boll durante BloodRayne 2 e Postal, trasposizioni cinematografiche dagli omonimi videogiochi.

## Filmografia

### Cinema
- A Christmas Story - Una storia di Natale (A Christmas Story), regia di Bob Clark (1983)
- Ed - Un campione per amico (Ed), regia di Bill Couturie (1996)
- Star Hunter, regia di Cole S. McKay e Fred Olen Ray (1996)
- Wild America, regia di William Dear (1997)
- Civility, regia di Caesar Cavaricci (2000)
- Quasi famosi (Almost Famous), regia di Cameron Crowe (2000)
- Chasing Destiny, regia di Tim Boxell (2001)
- The Pink House, regia di Tessa Blake e Ian Williams (2003)
- Addio al nubilato (April's Shower), regia di Trish Doolan (2003)
- Freddy vs. Jason, regia di Ronny Yu (2003)
- Resident Evil: Apocalypse, regia di Alexander Witt (2004)
- Aurora Borealis, regia di James C.E. Burke (2005)
- Hollywood Kills, regia di Sven Pape (2006)
- Trade, regia di Marco Kreuzpaintner (2007)
- Moving McAllister, regia di Andrew Black (2007)
- Transformers, regia di Michael Bay (2007)
- Postal, regia di Uwe Boll (2007)
- BloodRayne 2 (BloodRayne 2: Deliverance), regia di Uwe Boll (2007)
- Kissing Cousins, regia di Amyn Kaderali (2008)
- Dead and Gone, regia di Yossi Sasson (2008)
- Alone in the Dark II, regia di Michael Roesch e Peter Scheerer (2008)
- Battle Planet, regia Greg Aronowitz (2008)
- Repo, regia di Benjamin Gourley (2008)
- Devil's Tomb - A caccia del diavolo (The Devil's Tomb), regia di Jason Connery (2009)
- Don't Blink, regia di Travis Oates (2014)
- Sharknado: Heart of Sharkness, regia di Jeremy Wagener (2015)
- The Curse of Sleeping Beauty, regia di Pearry Reginald Teo (2016)
- Beyond the Law - L'infiltrato (Beyond the Law), regia di James Cullen Bressack (2019)
- Survive the Game, regia di James Cullen Bressack (2021)
- A Christmas Story Christmas, regia di Clay Kaytis (2022)

### Televisione
- Anna dai capelli rossi (Anne of Green Gables) – film TV (1985)
- Taking Care of Terrific – film TV (1987)
- Venerdì 13 (Friday the 13th: The Series) – serie TV, episodio 1x15 (1988)
- Spenser: Ceremony – film TV (1993)
- Harvest for the Heart – film TV (1994)
- Blade Squad – film TV (1998)
- Jarod il camaleonte (The Pretender) – serie TV, episodio 3x19 (1999)
- Atomic Train – film TV (1999)
- Y2K – film TV (1999)
- Brotherhood of Murder. Linea di sangue (Brotherhood of Murder) – film TV (1999)
- Titus – serie TV, 54 episodi (2000-2002)
- Anne of Green Gables: The Continuing Story – film TV (2000)
- Monte Walsh - Il nome della giustizia (Monte Walsh), regia di Simon Wincer – film TV (2003)
- Ghost Dog: A Detective Tail – film TV (2003)
- Chasing Alice – film TV (2003)
- Streghe (Charmed) – serie TV, episodio 7x05 (2004)
- Deadwood – serie TV, episodi 1x09-2x08 (2004-2005)
- Crossing Jordan – serie TV, episodio 4x10 (2005)
- Lost – serie TV, episodio 1x20 (2005)
- NCIS - Unità anticrimine (NCIS) – serie TV, episodio 2x21 (2005)
- All of Us – serie TV, 4 episodi (2005)
- Girlfriends – serie TV, episodi 7x04-7x20 (2006-2007)
- Cold Case - Delitti irrisolti  (Cold Case) – serie TV, episodio 6x12 (2009)
- CSI - Scena del crimine (CSI: Crime Scene Investigation) – serie TV, episodio 8x10 (2007)
- Dollhouse – serie TV, episodi 1x13-2x13 (2009-2010)
- Warehouse 13 – serie TV, episodio 2x05 (2010)
- The Mentalist – serie TV, episodio 4x05 (2011)
- Hawaii Five-0 – serie TV, episodio (2011)
- CSI: Miami – serie TV, episodio 10x18 (2012)
- CSI: NY – serie TV, episodio 9x05 (2012)
- Chicago Fire – serie TV, episodio 1x10 (2012)
- Liv e Maddie  (Liv and Maddie) – serie TV, episodio 1x03 (2013)
- Mike & Molly – serie TV, episodio 4x02 (2013)
- Blood Lake - L'attacco delle lamprede killer (Blood Lake: Attack of the Killer Lampreys), regia di James Cullen Bressack – film TV (2014)
- C'è sempre il sole a Philadelphia (It's Always Sunny in Philadelphia) – serie TV, episodio 12x09 (2017)
- American Horror Story – serie TV, episodi 7x01-7x02 (2017)
- Z Nation – serie TV, 6 episodi (2018)

## Doppiatori italiani
Nelle versioni in italiano delle opere in cui ha recitato, Zack Ward è stato doppiato da:
- Gaetano Varcasia in Resident Evil: Apocalypse, Streghe
- Marco Guadagno in A Christmas Story - Una storia di Natale
- Christian Iansante in Jarod il camaleonte
- Massimo Corvo in Freddy vs. Jason
- Simone D'Andrea in Lost, Beyond the Law - L'infiltrato
- Stefano Crescentini in Postal
- Alessandro Quarta in CSI - Scena del crimine
- David Chevalier in Cold Case - Delitti irrisolti
- Roberto Accornero in Devil's Tomb - A caccia del diavolo
- Gianfranco Miranda in The Mentalist
- Alessio Cigliano in Hawaii Five-0
- Carlo Scipioni in CSI: Miami
- Roberto Gammino in CSI: NY
- Enrico Di Troia in Liv e Maddie
- Roberto Pedicini in American Horror Story
- Guido Di Naccio in Survive the Game
- Andrea Lavagnino in A Christmas Story Christmas